# Flaucourt
Flaucourt és un municipi francès situat al departament del Somme i a la regió dels Alts de França. L'any 2007 tenia 328 habitants.

## Demografia

### Població
El 2007 la població de fet de Flaucourt era de 328 persones. Hi havia 124 famílies de les quals 24 eren unipersonals (8 homes vivint sols i 16 dones vivint soles), 40 parelles sense fills, 52 parelles amb fills i 8 famílies monoparentals amb fills.
La població ha evolucionat segons el següent gràfic:
Habitants censats

### Habitatges

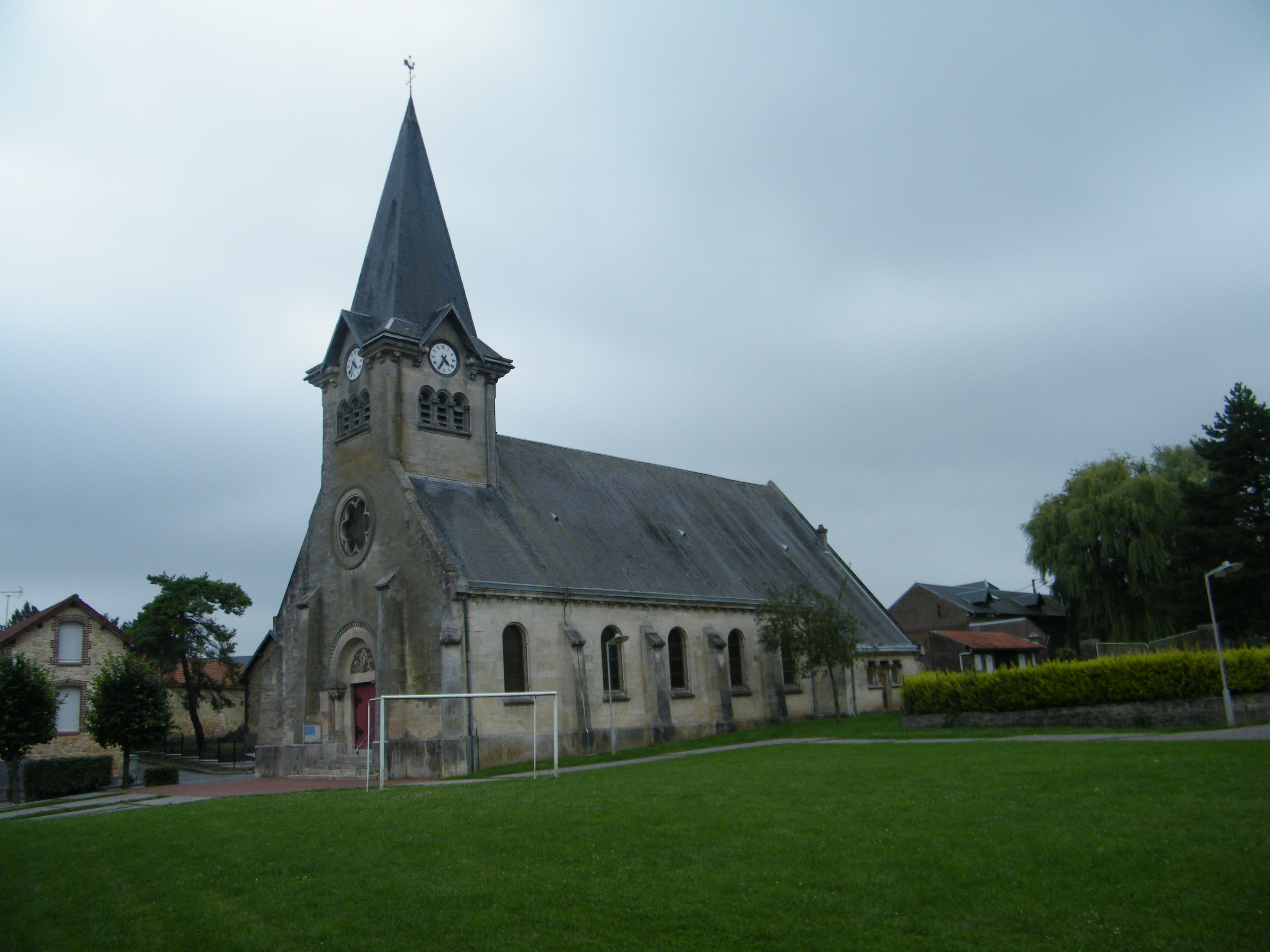

El 2007 hi havia 131 habitatges, 124 eren l'habitatge principal de la família, 3 eren segones residències i 4 estaven desocupats. 127 eren cases i 2 eren apartaments. Dels 124 habitatges principals, 105 estaven ocupats pels seus propietaris, 18 estaven llogats i ocupats pels llogaters i 1 estava cedit a títol gratuït; 1 tenia dues cambres, 14 en tenien tres, 39 en tenien quatre i 70 en tenien cinc o més. 87 habitatges disposaven pel capbaix d'una plaça de pàrquing. A 60 habitatges hi havia un automòbil i a 54 n'hi havia dos o més.

### Piràmide de població

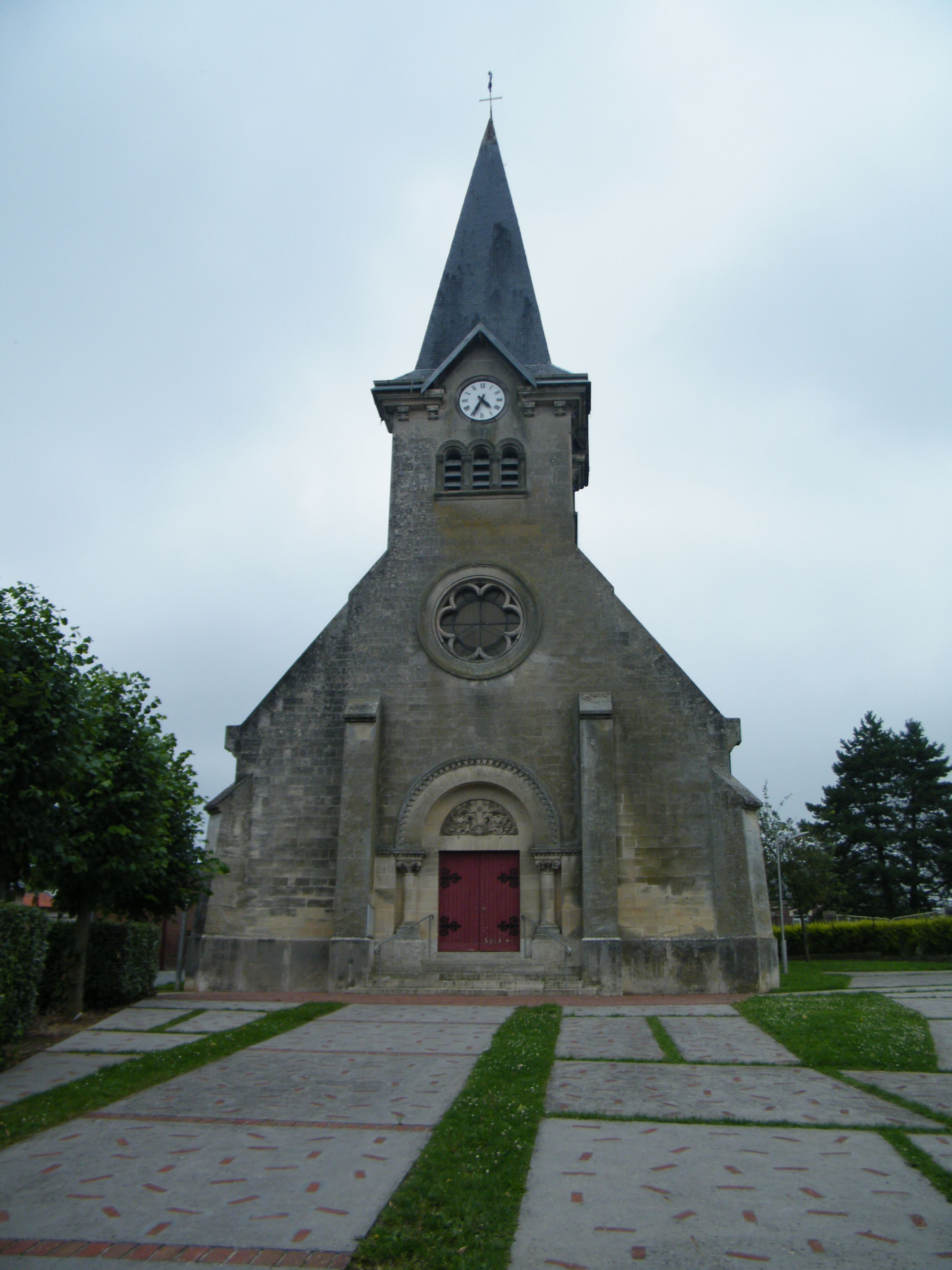

La piràmide de població per edats i sexe el 2009 era:
| Homes | Edats   | Dones |
| ----- | ------- | ----- |
| 0     | 95 o +  | 0     |
| 0     | 90 a 94 | 4     |
| 0     | 85 a 89 | 4     |
| 0     | 80 a 84 | 0     |
| 4     | 75 a 79 | 0     |
| 12    | 70 a 74 | 8     |
| 16    | 65 a 69 | 20    |
| 4     | 60 a 64 | 8     |
| 8     | 55 a 59 | 4     |
| 8     | 50 a 54 | 16    |
| 12    | 45 a 49 | 4     |
| 24    | 40 a 44 | 8     |
| 4     | 35 a 39 | 24    |
| 16    | 30 a 34 | 16    |
| 8     | 25 a 29 | 8     |
| 8     | 20 a 24 | 8     |
| 0     | 15 a 19 | 8     |
| 28    | 10 a 14 | 16    |
| 8     | 5 a 9   | 8     |
| 4     | 0 a 4   | 8     |

## Economia

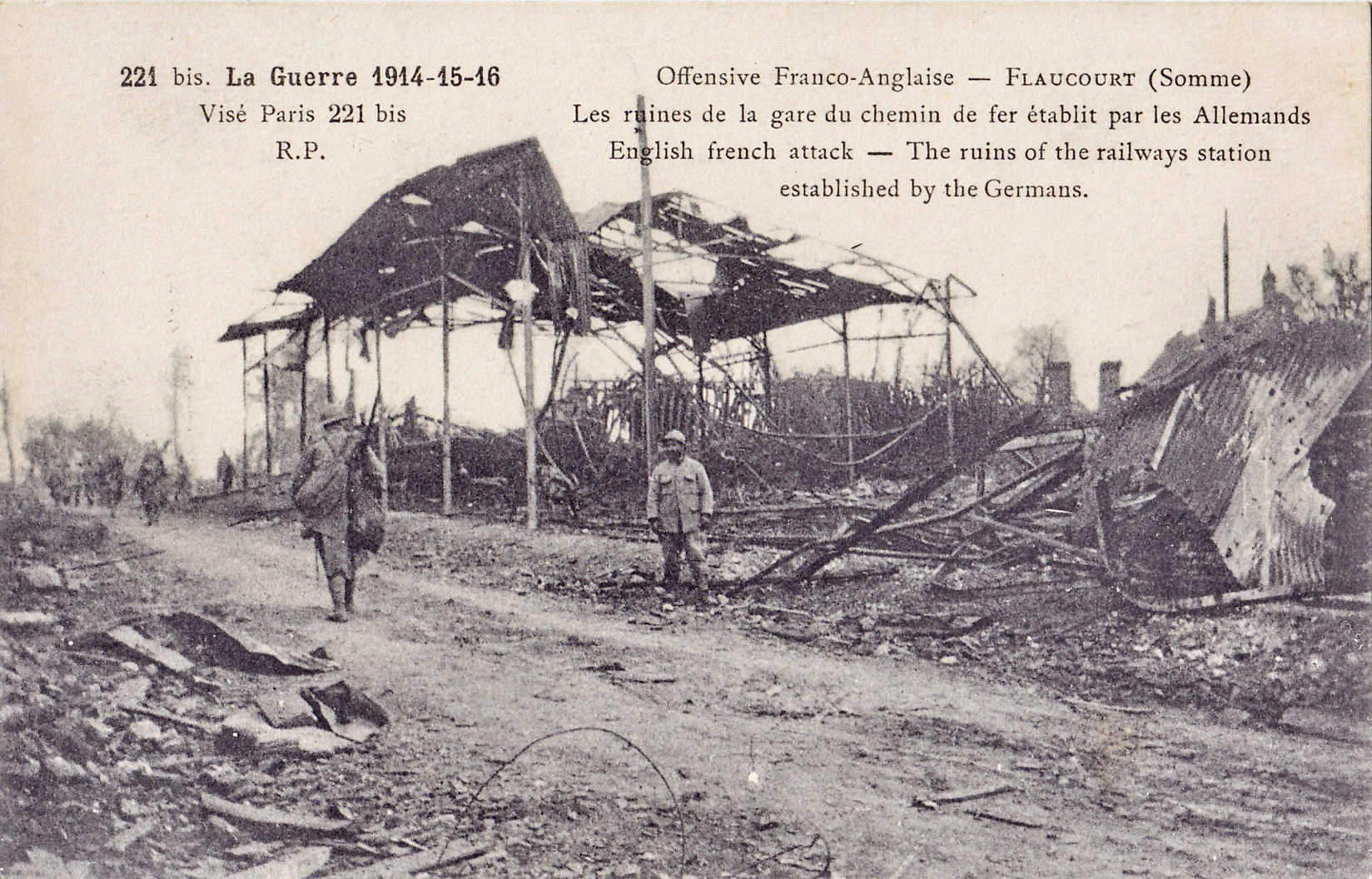

El 2007 la població en edat de treballar era de 219 persones, 155 eren actives i 64 eren inactives. De les 155 persones actives 129 estaven ocupades (77 homes i 52 dones) i 26 estaven aturades (11 homes i 15 dones). De les 64 persones inactives 18 estaven jubilades, 19 estaven estudiant i 27 estaven classificades com a «altres inactius».

### Ingressos
El 2009 a Flaucourt hi havia 125 unitats fiscals que integraven 312 persones, la mediana anual d'ingressos fiscals per persona era de 15.923 €.

### Activitats econòmiques
Dels 3 establiments que hi havia el 2007, 1 era d'una empresa alimentària, 1 d'una empresa de fabricació d'altres productes industrials i 1 d'una empresa de comerç i reparació d'automòbils.
L'any 2000 a Flaucourt hi havia 7 explotacions agrícoles que ocupaven un total de 408 hectàrees.

## Equipaments sanitaris i escolars
El 2009 hi havia una escola elemental integrada dins d'un grup escolar amb les comunes properes formant una escola dispersa.

## Poblacions més properes
El següent diagrama mostra les poblacions més properes.